# Selago saxatilis
Selago saxatilis är en flenörtsväxtart som beskrevs av Ernst Meyer. Selago saxatilis ingår i släktet Selago och familjen flenörtsväxter. Inga underarter finns listade i Catalogue of Life.